# Saint-Jean-Portland-Simonds
Circonscription électorale provinciale du Canada
Saint-Jean-Portland-Simonds (en Saint John Portland-Simonds) (anciennement Saint-Jean-Portland, puis Portland-Simonds) est une circonscription électorale provinciale du Nouveau-Brunswick représentée à l'Assemblée législative depuis 1995.

## Géographie
La circonscription comprend :
- une partie de la ville de Saint-Jean.

## Liste des députés
| Législature                                                                     | Années       | Député | Député        | Parti                     |
| ------------------------------------------------------------------------------- | ------------ | ------ | ------------- | ------------------------- |
| Saint-Jean-Portland Circonscription issue de Saint-Jean-Nord et Saint-Jean-Parc |              |        |               |                           |
| 53e                                                                             | 1995-1999    |        | Leo McAdam    | Libéral                   |
| 54e                                                                             | 1999-2003    |        | Trevor Holder | Progressiste-conservateur |
| 55e                                                                             | 2003-2006    |        | Trevor Holder | Progressiste-conservateur |
| 56e                                                                             | 2006-2010    |        | Trevor Holder | Progressiste-conservateur |
| 57e                                                                             | 2010-2014    |        | Trevor Holder | Progressiste-conservateur |
| Portland-Simonds                                                                |              |        |               |                           |
| 58e                                                                             | 2014-2018    |        | Trevor Holder | Progressiste-conservateur |
| 59e                                                                             | 2018-2020    |        | Trevor Holder | Progressiste-conservateur |
| 60e                                                                             | 2020-2024    |        | Trevor Holder | Progressiste-conservateur |
| Saint-Jean-Portland-Simonds                                                     |              |        |               |                           |
| 61e                                                                             | 2024-Présent |        | John Dornan   | Libéral                   |